# Роар Ноствік
Роар Ноствік (1927–2015) — норвезький політик. Він був представником Буде-Хойре у міській раді в Буде в період 1967–1987 рр. і мером Буде в період з 1 січня 1978 по 31 грудня 1983 р. Роар Ноствік був кандидатом на посаду мера від Буде-Хойре в 1983 році, але програв вибори Перу Петтерсену.
Роар Ноствік був братом архітектора Карла Хенріка Нествіка.